# Sándorvölgy (Románia)
Sándorvölgy vagy Sendrojatanya (románul: Şendroaia) település Romániában, Erdélyben, Beszterce-Naszód megyében.

## Fekvése
Felsőilosva mellett fekvő település.

## Története
Sándorvölgy korábban Felsőilosva része volt. 1956-ban vált külön településsé 300 lakossal.
1966-ban 306, 1977-ben 287 román lakosa volt. 1992-ben 290 lakosából 289 román, 1 magyar, a 2002-es népszámláláskor
pedig 227 román lakosa volt.